# AIDS
AIDS nebo aids (z anglického Acquired Immune Deficiency Syndrome nebo též Acquired Immunodeficiency Syndrome, česky syndrom získaného selhání imunity, francouzsky Syndrome d'immunodéficience acquise, SIDA) je soubor příznaků a infekcí, který je následkem poškození imunitního systému člověka virem HIV. Nemoc HIV/AIDS byla poprvé zaznamenána v roce 1981 a od té doby se jí nakazily desítky milionů lidí, nejhůře postižené jsou některé africké státy. Přestože se léky na tlumení HIV/AIDS neustále zdokonalují, nemoc stále zůstává téměř vždy nevyléčitelnou. V současnosti (v roce 2025) je infikováno přes 46 milionů osob.

## Definice AIDS

### Definice WHO
V Evropě, a tedy i v Česku, se používá tzv. rozšířená definice Světové zdravotnické organizace (WHO), doplněná o několik referenčních nemocí. Podle této definice má člověk starší dvanácti let AIDS, jestliže tzv. test na přítomnost protilátek HIV (popularizován jako „AIDS-test“) vykázal pozitivní výsledek a zároveň je splněna aspoň jedna z následujících podmínek:
- alespoň 10% ztráta tělesné hmotnosti nebo kachexie (celková tělesná sešlost), s průjmy, horečkami, trvajícími přerušovaně nebo nepřetržitě nejméně jeden měsíc, není-li známa jejich příčina nesouvisející s infekcí HIV
- kryptokoková meningitida (zánět mozkových obalů způsobený infekcí kvasinkou Cryptococcus neoformans)
- tuberkulóza plic nebo jiných orgánů
- Kaposiho sarkom
- neurologické poškození, které zabraňuje nezávislým každodenním aktivitám, není-li známa jeho příčina nesouvisející s infekcí HIV (např. úraz nebo cévní mozková příhoda)
- kandidóza jícnu (přemnožení kvasinek rodu Candida), často může být diagnostikována na základě přítomnosti orální kandidózy doprovázené poruchou polykání
- klinicky diagnostikovaný život ohrožující nebo opakovaný zápal plic

### Definice CDC
V USA je používaná definice CDC z roku 1993, která rozšiřuje seznam platných příznaků o počet CD4+ lymfocytů nižší než 200/mikrolitr.

### Definice chudších zemí
V řadě chudších zemí (v Africe, Asii, Jižní Americe) je používána pro diagnostiku AIDS zjednodušená definice WHO, která vynechává test na přítomnost protilátek a definuje AIDS, má-li člověk nejméně dva hlavní spolu s aspoň jedním vedlejším příznakem.
Hlavní příznaky jsou alespoň 20% ztráta tělesné hmotnosti, chronický průjem trvající déle než 1 měsíc, horečky trvající stále nebo přerušovaně více než 1 měsíc. Vedlejší příznaky jsou trvalý kašel trvající déle než 1 měsíc, celkové svědivé zánětlivé onemocnění kůže, anamnéza pásového oparu, kandidóza ústní části hltanu, chronická pokročilá roztroušená infekce prostého oparu, celková onemocnění mízních uzlin. Také přítomnost celkového Kaposiho sarkomu nebo kryptokokální meningitidy je podle této definice dostatečná pro diagnózu AIDS.

## AIDS jako nemoc

### Způsoby přenosu a prevence

#### Přenos krví
Krev je z hlediska přenosu viru HIV nejnebezpečnější tekutinou. Rizikové jsou zejména použité injekční jehly, ať už sdílené mezi narkomany nebo opakovaně používané v zemích se zaostalým zdravotnictvím. Riziko přenosu je asi 2%. Důsledné používání jednorázových jehel je z hlediska prevence nutností. Přenos krevní transfúzí je dnes díky testování krve vzácný, stále k němu však občas dochází. Riziko představují i orgánové transplantace. Velkému riziku je vystaven zdravotnický personál manipulující s krví.
Hmyzí kousnutí riziko přenosu nepředstavuje.

#### Sexuální přenos
Sexuální přenos byl zaznamenán z ženy na muže, muže na ženu, muže na muže i ženy na ženu. K přenosu může docházet při análním, vaginálním i orálním styku, případně jakékoliv jiné praktice, během které dochází ke styku sliznic se sexuálními sekrety či krví. Anální styk je významně nebezpečnější než vaginální, orální styk je nebezpečný nejméně. Vaginální styk představuje vyšší riziko přenosu z muže na ženu než naopak (žena je vystavena většímu množství tekutin partnera než muž, sperma obsahuje vyšší koncentrace viru než vaginální sekret, žena je tekutinám vystavena déle a větší plochou sliznice). I v případě análního styku je většímu riziku vystaven příjemce.
Pravděpodobnost přenosu HIV infekce při jednotlivém nechráněném sexuálním styku záleží na řadě faktorů, jako je druh styku, aktuální množství viru v nakaženém partnerovi, současná nákaza další pohlavní chorobou (zvyšuje riziko přenosu) atd. Pohlavní styk během menstruace je vzhledem k přítomnosti krve rizikovější.
Líbání rizikové není, za předpokladu že ústa nejsou poraněná.
Riziko nákazy zvyšuje střídání partnerů. Možnost nakažení významně snižuje užívání kondomu, Waller a Davis ve své metaanalýze z roku 2003 ukázali, že podle dostupných údajů užívání kondomu snižuje ve srovnání s nepoužíváním kondomu dlouhodobé riziko sérokonverze o 80 %; autoři dodávají, že použité prameny nehodnotily správnost použití kondomů. Ostatní formy antikoncepce (například hormonální) při styku ochranu před nákazou neposkytují. Po nechráněném styku s neznámým partnerem, avšak v dostatečném časovém odstupu nutném pro správnou diagnózu, je vhodné u lékaře podstoupit krevní testy na přítomnost viru. Nákaze tak již samozřejmě nelze zabránit, ale lze zabránit nákaze dalších partnerů a včasnou léčbou zlepšit prognózu nemoci.
Nové léčebné postupy mají slibné výsledky co se týče zpomalení postupu onemocnění AIDS, ale nejúčinnější metodou proti rostoucí epidemii zůstává prevence. Mezi doporučení pro prevenci sexuálního přenosu HIV patří sexuální abstinence, dlouhodobý monogamní vztah s nenakaženým partnerem, omezený počet životních partnerů a použití kondomu pro každý jeden pohlavní styk.

#### Přenos z matky na dítě
K přenosu viru HIV z matky na dítě může dojít jak během vlastního těhotenství, tak během porodu. K přenosu tak dochází v 15 – 30 % případů. Vhodnou antivirovou léčbou během těhotenství a porodem císařským řezem, lze toto riziko významně snížit (1 %). Další riziko přenosu představuje kojení, kterého by se HIV pozitivní matky, mají-li možnost, měly vyvarovat.

### Inkubační doba

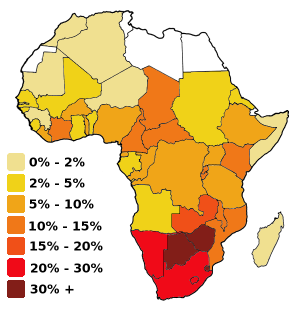
Rozšíření nákazy HIV v Africe. Data jsou z let 1999–2000

Inkubační doba nemoci je 2-6 týdnů (nejčastěji 2-4), po které se objevují nespecifické příznaky akutní infekce HIV, které jsou velmi podobné chřipce. Po odeznění přechází nemoc do latentního stadia, (které je často nesprávně označováno jako inkubační doba) během kterého nemocný nepociťuje žádné potíže. Po ní následuje zhroucení imunitního systému – AIDS. U dospělých je střední doba mezi nákazou virem HIV a propuknutím nemoci AIDS přibližně deset let. Může ale trvat kratší i delší dobu. Uvádí se, že podíl nemocných narůstá každý rok po infekci o přibližně pět procent. Kongenitálně nebo perinatálně infikované děti onemocní většinou do jednoho či dvou let.

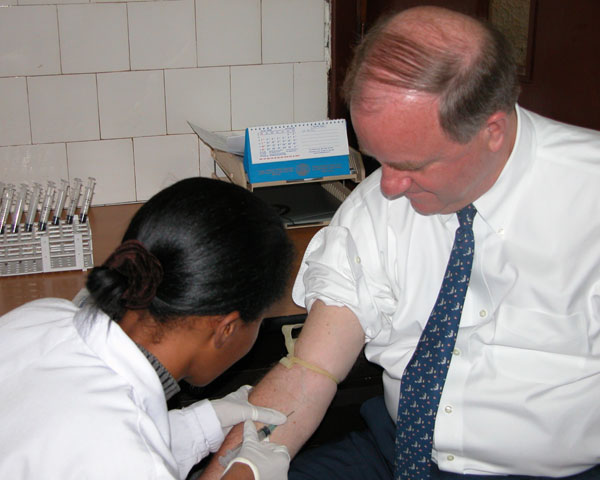
Odběr krve na test HIV

### Diagnóza
Přítomnost HIV v organismu lze diagnostikovat pomocí krevních testů. Nejčastěji se zjišťuje přítomnost protilátek proti viru HIV v krvi. Pozitivní výsledek testu znamená, že organismus proti viru vyrábí protilátky a byl jím tedy infikován. Protilátky se však v dostatečném množství vytvoří až určitou dobu po nákaze. Obvyklá doba do nástupu protilátek je 4–6 týdnů, dříve, již po dvou týdnech po infekci, lze přítomnost HIV verifikovat průkazem antigenu p24 a přibližně po týdnu po akvírování infekce je pozitivní reakce PCR.

### Léčení a prognóza

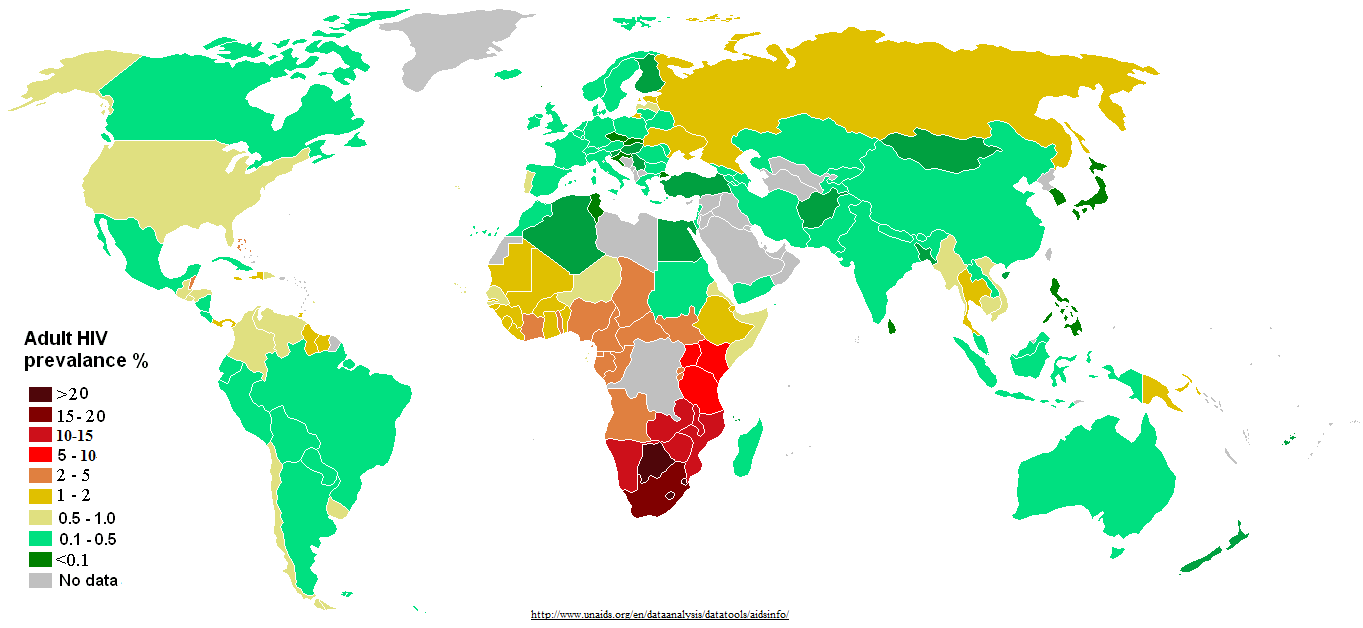
Rozšíření nákazy HIV na světě

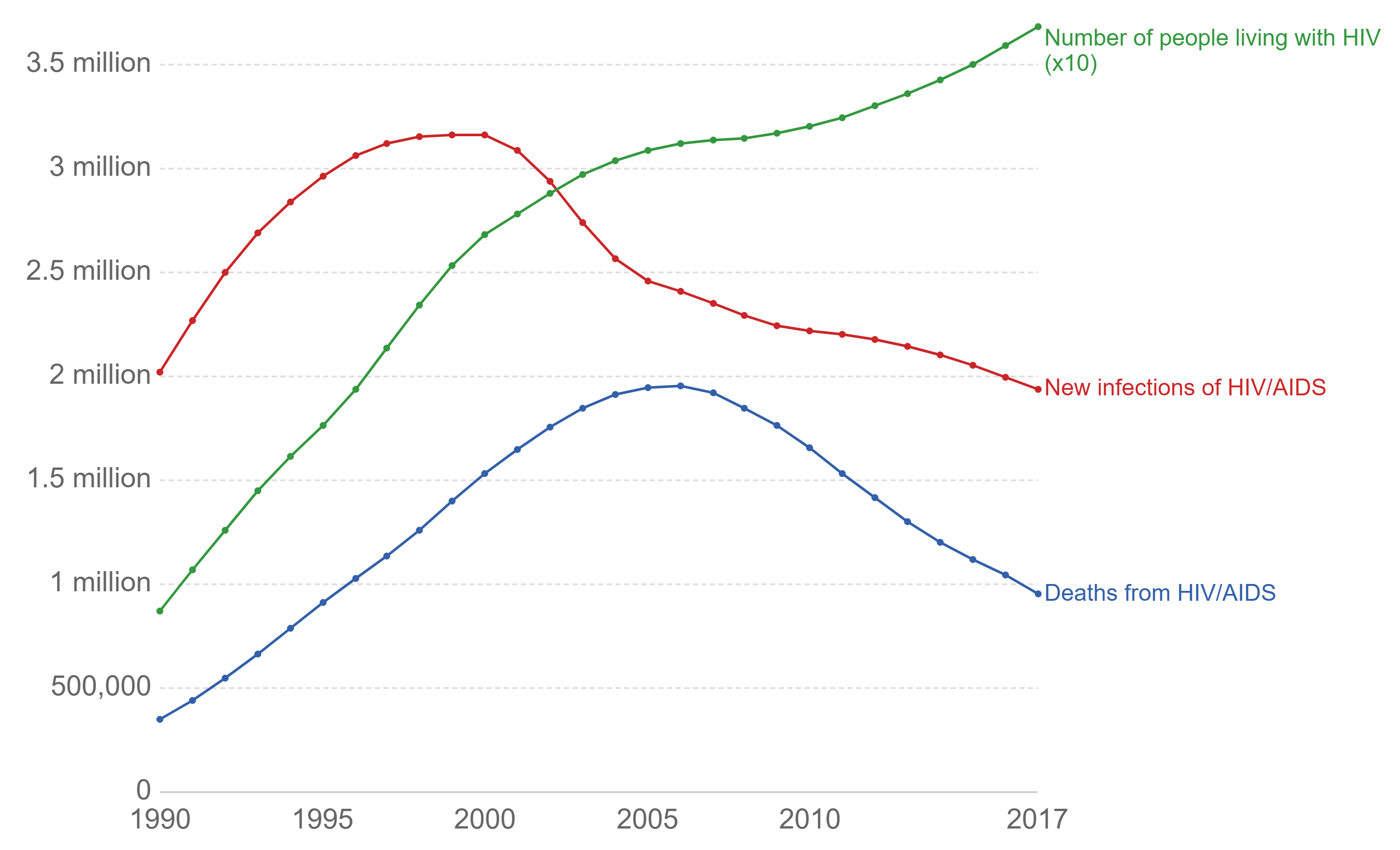
Vývoj pandemie HIV/AIDS:
Lidé žijící s onemocněním HIV/AIDS
Nově infikovaní HIV/AIDS
Úmrtí v důsledku HIV/AIDS

Současná lékařská věda není schopna AIDS vyléčit, dokáže ale oddálit jeho propuknutí a zpomalit jeho průběh. Nejúčinnější je v současné době použití antiretrovirových virostatik v režimu tzv. kombinované antiretrovirové terapie, ve stadiu AIDS je součástí léčby také potlačování oportunních infekcí. Problémem v chudých zemích světa je nedostupnost příliš drahých léků a nepříjemné vedlejší účinky některých z nich. Prognóza závisí na rozvinutosti infekce v době, kdy je odhalena. Dojde-li k tomu krátce poté, co se člověk nakazil a jsou-li dostupné vhodné léky, může prožít dlouhý život, aniž by se u něj AIDS vůbec projevil.
Tým vedený Kristinou Allers z Charité v Berlíně publikoval v roce 2010 nález pravděpodobného odstranění (3,5 roku po terapii je pacient bez známek přítomnosti viru) viru z těla pacienta. Jednalo se však o vedlejší efekt terapie akutní myeloidní leukémie spočívající v transplantaci kmenových buněk. Roku 2013 byla uveřejněna zpráva, že se lékařům v USA podařilo vyléčit HIV pozitivní batole. Zpráva o vyléčení dalšího HIV pozitivního dítěte přišla roku 2014.

## Důsledky pandemie AIDS
Šíření pandemie AIDS je jedním z hlavních problémů řady rozvojových zemí. Na světě je dnes okolo 43 milionů nakažených, 3/4 z nich žijí v subsaharské Africe. V některých afrických zemích je nakažena i čtvrtina populace. Silně postižena je také jižní Asie, zejména Indie. V Evropě pak země bývalého Sovětského svazu. Největší počet nakažených HIV žije v Jižní Africe, Nigérii a Indii.
Protože postižení jsou zejména mladí lidé v produktivním věku, má šíření AIDS zásadní dopady na celou společnost. "Studie Světové banky ukazuje, že pokud v zemi postihne virus HIV 8 % a více obyvatel, ekonomický růst se začne zpomalovat, pracovní síly v zemi ubývá a zdravotní a sociální systém je přetížen." Jedním z důsledků pandemie jsou také miliony dětí bez rodičů – tzv. sirotci AIDS (AIDS orphans), kterých je jen v Africe 12 milionů.
Mezi nejohroženější skupiny patří mladé ženy a dívky, které se nakazí od svých manželů. V řadě zemí je navíc HIV/AIDS společensky neúnosné stigma, a tak lidé svou nemoc tají.
Ukazuje se, že na řešení problému má velký vliv přístup jednotlivých vlád. V posledních letech se v některých zemích rozběhly vládní programy, které se snaží proti pandemii účinně bojovat. Zaměřují se na informační kampaně, nabízejí testování zdarma, těhotné ženy se někde testují automaticky. V některých zemích již nemocní mohou získat zdarma i antiretrovirální léky, které zpomalují postup nemoci.
Vlády nejchudších zemí však na problém samy nestačí. Antiretrovirální léky jsou velmi drahé: léčba jednoho nemocného vyjde nejméně na 200 dolarů ročně. Přitom například v Zambii, kde je nakaženo 16,5 % populace, je HND na osobu 380 USD. Možným řešením jsou generika a také podpora od vyspělých zemí – ať už v rámci různých programů velkých mezinárodních organizací nebo skrze menší projekty rozvojové spolupráce. Zastavit a zvrátit pandemii HIV/AIDS do roku 2015 je jeden z Rozvojových cílů tisíciletí, programu OSN na odstranění největších problémů rozvojových zemí.

## Připomínka nemocných a obětí
1. prosinec byl vyhlášen Světovým dnem boje proti AIDS.

## Omezená práva lidí s nemocí AIDS
Lidé nemocní AIDS se i v současnosti, především však v minulosti museli často potýkat vedle své nemoci také se společenskými předsudky či s vyčleněním z běžného života. Tyto tendence vrcholily koncem 80. let. V roce 1987 vstoupil ve Spojených státech amerických v platnost zákon, podle něhož nesměli na území USA cestovat lidé nakažení HIV/AIDS, který zůstal v platnosti až do roku 2009. Tento zákon znemožňoval cestu studentům či turistům, komplikoval adopci dětí infikovaných virem HIV a měl za následek také skutečnost, že se na území USA nemohl konat žádný významný světový summit o nemoci AIDS (většina významných nakažených vědců nebo aktivistů se nemohla dostavit). Tento kontroverzní zákon byl zrušen až v roce 2009, kdy USA zůstávala jednou z dvanácti zemí, které neumožňovaly vstup lidem s HIV - těmito zeměmi stále jsou Jižní Korea, Brunej, Kolumbie, Irák, Libye, Moldavsko, Fidži, Rusko, Saúdská Arábie, Arménie, a Súdán.